# De haan van Moeloed
De haan van Moeloed is een volksverhaal uit Marokko.

## Het verhaal
Een arm echtpaar heeft geen geld. De hanen kraaien, het is Moeloed. De man heeft zich bij de situatie neergelegd, maar zijn vrouw heeft een plan om toch kippenbouillon te maken. Ze zegt dat haar man met een grote stok naar buiten moet komen als zij op de drempel van de deur zit. Ze zal naar binnen gaan en de man moet dan hard op de matras slaan. De vrouw zal schreeuwen en huilen en de man moet dan zeggen dat het er 's avonds nog steviger aan toe zal gaan. Als hij een uur later terugkomt, moet hij bij de deur blijven staan.
Het plan wordt uitgevoerd. De buren zien alles vanachter de gordijnen. Ze horen het gehuil van Aidia. Als de man vertrekt, komt de buurvrouw met een dikke haan. De vrouw wordt uitgenodigd voor het diner van de Moeloed. Samen wachten ze tot de 'boze' echtgenoot terugkomt. De buurman wil de feestdag vieren met een daad die verzoening en vrede brengt. Hij roept zijn buurman als deze terugkomt.
De gastheer snijdt de haan aan en Aidia el Quadra (de handige) mag de stukken verdelen. Ze geeft de vleugels aan de kinderen en de hals voor degene die hem van de 'souk' gehaald heeft. De poten zijn voor haar ongelukkige man en het staartstuk voor de schone vrouw. De witte borst is voor haar zelf, ze is het middelpunt van alle zorgen. 

## Achtergronden
Vlees is een belangrijk onderdeel van feestdagen in Marokko.